# Psychotria pumila
Psychotria pumila är en måreväxtart som beskrevs av William Philip Hiern. Psychotria pumila ingår i släktet Psychotria och familjen måreväxter.

## Underarter
Arten delas in i följande underarter:
- P. p. buzica
- P. p. leuconeura
- P. p. puberula
- P. p. pumila
- P. p. subumbellata